# Natica simplex
Natica simplex is een slakkensoort uit de familie van de Naticidae. De wetenschappelijke naam van de soort is voor het eerst geldig gepubliceerd in 1897 door Sowerby III.